# Li Yunfei
Dans ce nom chinois, le nom de famille, Li, précède le nom personnel.
Pour les articles homonymes, voir Li.
Li Yunfei, né le 11 juin 1979 à Harbin en Mandchourie, est un patineur artistique chinois, médaillé de bronze aux mondiaux juniors de 1998 et vice-champion de Chine en 2003.

## Biographie

### Carrière sportive
Li Yunfei est vice-champion de Chine en 2003 derrière son compatriote Zhang Min.
Il représente son pays à deux mondiaux juniors (1994 à Colorado Springs et 1998 à Saint-Jean où il conquiert la médaille de bronze), trois championnats des quatre continents (2000 à Osaka, 2001 à Salt Lake City et 2003 à Pékin), un mondial senior (2001 à Vancouver) et aux Jeux olympiques d'hiver de 2002 à Salt Lake City.
Il arrête les compétitions sportives après les championnats nationaux de 2004.

## Palmarès
| Compétition                        | 1994    | 1995    | 1996    | 1997    | 1998    | 1999    | 2000    | 2001    | 2002    | 2003    | 2004    |  |  |  |  |  |  |  |  |
| Jeux olympiques d'hiver            |         |         |         |         |         |         |         |         | 20e     |         |         |  |  |  |  |  |  |  |  |
| Championnats du monde              |         |         |         |         |         |         |         | 6e      |         |         |         |  |  |  |  |  |  |  |  |
| Championnats des quatre continents |         |         |         |         |         |         | 11e     | 8e      |         | 7e      |         |  |  |  |  |  |  |  |  |
| Championnats de Chine              |         |         |         |         |         | 4e      | 4e      | 4e      |         | 2e      | 4e      |  |  |  |  |  |  |  |  |
| Championnats du monde juniors      | 7e      |         |         |         | 3e      |         |         |         |         |         |         |  |  |  |  |  |  |  |  |
|                                    |         |         |         |         |         |         |         |         |         |         |         |  |  |  |  |  |  |  |  |
| Grand Prix ISU                     | 1993/94 | 1994/95 | 1995/96 | 1996/97 | 1997/98 | 1998/99 | 1999/00 | 2000/01 | 2001/02 | 2002/03 | 2003/04 |  |  |  |  |  |  |  |  |
| Trophée de France                  |         |         |         |         |         |         |         |         | 10e     |         | 10e     |  |  |  |  |  |  |  |  |
| Coupe de Russie                    |         |         |         |         |         |         |         |         | F       |         |         |  |  |  |  |  |  |  |  |
| Trophée NHK                        |         |         |         |         |         |         |         |         |         | 4e      | 8e      |  |  |  |  |  |  |  |  |
| Légende : F = Forfait              |         |         |         |         |         |         |         |         |         |         |         |  |  |  |  |  |  |  |  |